# GYKI-52466
Il GYKI-52466 è uno psicofarmaco appartenente alla categoria delle 2,3-benzodiazepine che agisce come antagonista del recettore ionotropico del glutammato, che è un antagonista del recettore AMPA non competitivo, anticonvulsivante attivo per via orale e miorilassante scheletrico. Diversamente dalle convenzionali 1,4-benzodiazepine, GYKI-52466 e le relative 2,3-benzodiazepine non agiscono sui recettori GABA A. Come altri antagonisti del recettore AMPA, GYKI-52466 ha proprietà anticonvulsivanti e neuroprotettive.